# Pále
Pále (em grego: πάλη) também conhecido como wrestling grego, luta grega ou luta grega antiga, foi o esporte organizado mais popular na Grécia Antiga. Um ponto é marcado quando um jogador tocar o chão com suas costas, bater com a mão devido a uma submission hold ou for forçado a sair da área de luta. É preciso que sejam marcados três pontos para vencer o combate.
Uma situação particularmente importante nessa forma de luta era aquela em que um dos competidores estivesse caído de bruços, com o seu adversário em suas costas tentando estrangulá-lo. O atleta no solo iria tentar agarrar o braço do atleta de cima e colocá-lo em suas costas, enquanto o atleta de cima iria tentar completar o estrangulamento sem que rolasse para baixo.

## Importância nos Jogos Olímpicos da Antiguidade
Foi adicionado em 708 a.C., na 18.ª olimpíada, e seu primeiro vencedor foi Euríbato da Lacônia.
Durante as competições, os competidores foram divididos em pares, por um sorteio. Eles competiam em um formato de torneio eliminatório, até que um lutador pudesse ser coroado o vencedor. Este evento também fez parte do pentatlo.
A luta era considerada como a melhor expressão de força de todas as competições e foi representado mitologicamente por Héracles.

## Lutadores famosos da Antiguidade
Milo de Crotona era um dos lutadores mais famosos deste período do tempo antigo. Em uma série de jogos, ninguém o desafiou, porém, como quando ele caminhou até a skamma, escorregou e caiu, foi hostilizado pelo público que alegou que ele não deveria ser coroado, porque caiu no chão. Milo contestou que deveria ser coroado, porque só tinha caído uma vez, duas a menos que as três vezes exigidas. Ele venceu pela primeira vez na 62.a olimpíada (532 a.C.), vencendo a competição por seis vezes, além de seis vezes nos Jogos Píticos, dez vezes nos Jogos Ístmicos e nove vezes nos Jogos Nemeus.
Leontisco de Messena também foi um campeão notável. Ele não era conhecido por suas boas técnicas de luta, mas por sua habilidade superior em dobrar o seu dedo. Ele era capaz de dobrá-lo até o ponto de desqualificação, e ganhou dois campeonatos com essa técnica.

## Regras
Estas são as regras do esporte antigo pále de acordo com as últimas pesquisas de Christopher Miller, professor da Highland Secondary School, em Dundas, Ontário, no Canadá. A pesquisa foi elaborada sob a supervisão do Dr. Nigel Crowther, da Universidade de Western Ontario:
- Socos e chutes intencionais não são permitidos
- Não é permitido dedos nos olhos ou morder, pois mesmo no pancrácio isto não é permitido
- Fica a critério dos titulares dos jogos a permissão de torcer ou não os dedos com a intenção de forçar o adversário a admitir a derrota
- Não é permitido apertar os genitais
- São permitidos e fazem parte da disputa, todos os outros agarramentos que tenham o objetivo de persuadir o adversário a aceitar a derrota, seja por meio da dor ou do medo
- As infrações serão punidas com chicotadas imediatas efetuadas pelo juiz, até que cesse o comportamento indesejável
- Três pontos devem ser marcados para vencer a partida
- Um ponto pode ser marcado de qualquer de três formas:

1. Em qualquer momento que o adversário toque as costas no chão
2. Pela batida com a mão feita pelo adversário, ou por alguma outra forma que deixe claro que ele admite a derrota por meio da dor ou do medo
3. Quando o adversário fizer contato com o solo fora da área do combate, seja com qualquer parte de seu corpo, ou por ser levantado e lançado

- Depois de marcar um ponto, deve ser dado ao oponente tempo para se levantar, e mais alguns momentos, antes que a luta prossiga
- O combate inicia e termina ao sinal do árbitro
- O árbitro pode parar a qualquer momento o combate se ele acreditar que um ponto foi marcado, porém os adversários podem continuar a lutar se desconhecerem que o ponto tenha sido marcado
- O árbitro ou outros oficiais responsáveis pela competição (se outros oficiais estiverem presidindo) devem resolver qualquer conflito que os competidores tenham em relação à pontuação, e sua decisão será definitiva
- A área de combate deve ser um grande quadrado, de 28,5 x 28,5 metros (um pletro: 100 pés gregos, a largura típica de uma pista de corrida), ou qualquer outro tamanho determinado pelos titulares dos jogos, e será constituída por areia ou terra
- Os adversários devem começar o jogo no centro da área de combate, fora da distância de toque. A precisão dessa distância será a critério do árbitro
- Todos os outros detalhes mais específicos ficam a critério dos oficiais que presidem os jogos
- A luta ocorre em uma área conhecida como skamma (lit. lugar escavado).[3]